# Varvara Rudneva
Varvara Rudneva, född 1844, död 1899, var en rysk läkare. Hon blev 1876 den första kvinnan i Ryssland efter Nadezjda Suslova som blev läkare och tog en examen i medicin.
Nedslagskratern Rudneva på planeten Venus är uppkallad efter henne.